# ラスカ
ラスカ (LUSCA) は、神奈川県平塚市に本社を置く株式会社JR横浜湘南シティクリエイトが運営する駅ビル。東海道線沿いに、神奈川県の茅ヶ崎市、平塚市、小田原市、静岡県の熱海市に施設を展開する。
「LUSCA」は「Luxurious Shopping Center Avenue（贅沢な商店街の並木路）」の略語である。

## 歴史
- 1973年（昭和48年）6月26日 - ラスカを平塚駅ビルとして新規開業する[2]。
- 2005年（平成17年）4月1日 - JR平塚駅でラスカ・エキスト湘南平塚を運営する平塚ステーションビル株式会社が、JR茅ケ崎駅で茅ヶ崎ルミネを運営する株式会社ルミネ茅ヶ崎とJR熱海駅で熱海アボンデを運営する株式会社アボンデを吸収合併し、湘南ステーションビル株式会社へ商号を変更[3]する。
- 2005年（平成17年）6月25日 - 小田原ラスカが新規開業し、ラスカを平塚ラスカへ改称[4]する。
- 2006年（平成18年）3月1日 - 茅ヶ崎ルミネを茅ヶ崎ラスカへ、熱海アボンデを熱海ラスカへ、それぞれ改称[4]する。
- 2011年（平成23年）4月1日 - エキスト湘南平塚を平塚ラスカ南館へ改称する。
- 2016年（平成28年）11月25日 - ラスカ熱海を新規開業する。
- 2024年（令和6年）4月1日 - 存続会社を湘南ステーションビル株式会社として、湘南ステーションビル株式会社と株式会社横浜ステーシヨンビルが合併して株式会社JR横浜湘南シティクリエイトが発足し、ラスカ4施設は同社の運営となる。

## 施設一覧

### ラスカ茅ヶ崎
※旧：茅ヶ崎ルミネ→茅ヶ崎ラスカ
- 所在地：神奈川県茅ヶ崎市元町1番1号（JR茅ケ崎駅隣接）
- 階数：地上6階、地下1階（店舗面積：約12,300m2）
- 営業時間（一部テナントに相違あり）
  - ショッピング：10:00 - 21:00
  - レストラン：11:00 - 22:00

2013年（平成25年）1月から、店舗面積を約6,900m2から約1.8倍の約12,300m2へ増床する工事を実施し、2015年（平成27年）11月20日に改装開業。

### ラスカ平塚
※旧：ラスカ→平塚ラスカ
- 所在地：神奈川県平塚市宝町1番1号（JR平塚駅隣接）
- 階数：地上7階、地下1階（店舗面積：約15,000m2）
- 営業時間（一部テナントは営業時間が異なる）
  - ショッピング：10:00 - 20:30
  - レストラン：11:00 - 22:00

※2023年4月14日まで、横浜銀行平塚支店・平塚旭支店・花水台支店も同一場所へ入居した。
※地下階から地下道を経て駅前バス乗り場へ出る。
1973年（昭和48年）6月26日に新規開業。日本国有鉄道が初めて出資した駅ビルである（民衆駅も参照）。

#### ラスカ平塚南館
※旧：エキスト湘南平塚→平塚ラスカ南館
- 所在地：神奈川県平塚市代官町1番1号[6]（JR平塚駅隣接）
- 階数：地上4階（店舗面積：不明）
- 営業時間（一部テナントは営業時間が異なる）
  - ショッピング：10:00 - 20:30
  - レストラン：11:00 - 22:00

### ラスカ小田原
※旧：小田原ラスカ
- 所在地：神奈川県小田原市栄町一丁目1番9号（JR小田原駅隣接）
- 階数：地上5階（店舗面積：約6,400m2）
- 営業時間（一部テナントは営業時間が異なる）
  - ショッピング：10:00 - 20:30
  - レストラン：11:00 - 22:00

2005年（平成17年）6月25日に新規開業。

### ラスカ熱海
※旧：熱海駅デパート→熱海アボンデ→熱海ラスカ
- 所在地：静岡県熱海市田原本町11番1号（JR熱海駅隣接）

※建て替え前の所在地は静岡県熱海市田原本町11番2号
- 階数：地上3階（店舗面積：約2,600m2）
- 営業時間（一部テナントは営業時間が異なる）
  - ショッピング：9:00 - 20:00
  - レストラン：11:00 - 21:30

熱海駅舎改築事業のため2010年（平成22年）3月31日に「熱海ラスカ」を閉鎖し、建て替えて2016年（平成28年）11月25日に「ラスカ熱海」として新規開業。